# Seleção Colombiana de Futsal Masculino
A Seleção Colombiana de Futsal representa a Colômbia em competições internacionais de futsal.

## Melhores Classificações
- Copa do Mundo de Futsal da FIFA -  4º lugar em 2012
- Copa das Confederações de Futsal - Vice-campeão em 2013
- Copa América de Futsal - 4º lugar em 2011 e 2015